# Битва під Войниловим (1672)
Би́тва під Войни́ловим — бій, що відбувся 24 вересня 1676 року між військами Речі Посполитої під командуванням короля Яна ІІІ Собеського і татарами під час польсько-турецької війни 1672—1676 років.

## Битва
Собеський вирушив з Журавна зі всією своєю кіннотою для розвідки турецьких військ, що розташувалися під Станіславом. Польський авангард зустрівся під Войниловим із татарським чамбулом і розбив його, але під натиском нових татарських сил був змушений відступити. Під Довгою татари атакували головні сили Собеського, прагнучи відрізати їм шлях до відступу, але були відбиті. Поляки відійшли до Журавна, де створили укріплений табір, що допоміг здобути перемогу у наступній битві із турецьким військом.